# وسائل الشيعة
«تفصيل وسائل الشيعة إلى تحصيل مسائل الشريعة»، الشهير بِاْسم «وسائل الشيعة» هو من كتب الحديث عند الشيعة صنّفه محمد بن الحسن الحر العاملي (1033 - 1104 هـ) وهو من أبرز كتبه، ويعد من أكثر كتب الحديث اعتماداً عند الشيعة في مجال استنباط الأحكام، ويحوي ما يقرب من 36 ألف رواية حول الأحكام الشرعية، الواجبات، المحرمات، المستحبات والآداب والتي أخذت من المجاميع الروائية المعتبرة للشيعة والأصول الأولية لقدماء الأصحاب.
وقد عُرف مؤلفه بصاحب الوسائل نسبة إلى هذا الكتاب، طبع في 30 مجلّدا محقّقاً، وقد اشتمل على جميع أحاديث الأحكام الشرعيّة الموجودة في الكتب الأربعة و أكثر من 180 كتاباً من الكتب الروائية المعتبرة عند الشيعة، مع ذِكر الأسانيد وأسماء المصادر بالترتيب.

## المؤلف
أبو جعفر محمد بن الشيخ الحسن بن علي الحر العاملي (8 رجب 1033 هـ ـ 21 رمضان 1104 هـ). رجل دين وفقيه ومرجع ومُحدِّث يُسمّى بالحر العاملي، والعاملي نسبةً إلى جبل عامل ، وكذلك يشتهر بلقب صاحب الوسائل لتأليفه الكتاب الروائي تفصيل وسائل الشيعة إلى تحصيل مسائل الشريعة.
وقد لعب دورًا دينيًا مهمًا في الدولة الصفوية حيث تقلّد المناصب الدينية والقضائية، فأصبح في فترةٍ ما قاضي قُضاة خراسان.
وهو من أبرز علماء المدرسة الأخبارية التي لها بعض المباني والمسلكيات في استنباط الأحكام الشرعية تختلف بها عن المدرسة الأصولية - التي ينتمي إليها الغالبية العظمى من علماء الشيعة -؛ حيث تعتدّ المدرسة الأخبارية بعلم الفقه وقواعده وحده ، بالإضافة لبعض الاختلافات الطفيفة في جوانب أخرى كعلم الرجال.

## سبب التأليف والكلام فيه
سبب التأليف
ينقل صاحب الوسائل في مقدمة الكتاب أنه كان على فكرة تأليف كتاب يشتمل على أحاديث المسائل الشرعية ، ونصوص الأحكام الفرعية المروية في الكتب المعتمدة الصحيحة التي نص على صحتها علماء الشيعة حيث ان الكتب الحديث لا تخلو من التطويل ولا يتضمن شيئاً من الأحكام الفقهية ، فشرع بجمع الروايات التي تتعلق بالمسائل الشرعية.

### مواصفات الكتاب
- كتب الكتاب في عشرين عاماً حيث قدم خدمة قيمة في حفظ روايات الشيعة وأقوال أهل البيت.
- نقل صاحب الوسائل الروايات من مبحث الطهارة إلى الديات في أبواب مستقلة وخصص لكل مسألة شرعية باب، حيث يؤدي إلى سهولة في الوصول إلى روايات الكتاب.
- يذكر صاحب الكتاب المسائل الحديثة فيما تتعلق بمضمون الروايات بترتيب جيد.

### خصائص الكتاب
- ينقل المؤلف سند كل رواية بالإضافة إلى ذلك ذكر الأسناد المتعددة للحديث.
- تعليقات المؤلف لكل حديث وبالأخص تعليقاته في جمع الروايات المتعارضة قيم ومفيد.
- وضع المؤلف استنباطه من الروايات كعنوان لكل باب وفي حالة عدم الوصول لأستنباط واضح لم يوضع عنوان الأبواب كحكم شرعي .
- قسم المؤلف الأحاديث الطويلة حيث تنطوي على العديد من الحاكم وجعل كل قسم في موقعه المناسب حيث سبب تقليل حجم الكتاب وسرعة تأليفه.
- كل باب له مراجع حيث يراجع القاري إلى الأبواب المناسبة وحدده الباحثون في الطبعات الجديدة بالأرقام الموجودة في الحواشي.
- يبدأ المؤلف كل باب بالروايات الصحيحة، ويذكر الروايات الضعيفة أو المرسلة في النهاية.
- يذكر المؤلف الفوائد التسعة في نهاية الكتاب ليعرف المصادر وبعض أقسام علم الحديث وعلم الرجال حيث تعتبر ميزة لهذا الكتاب.
- ضم الحديث إلى ما يناسبه في باب واحد، بحيث يتمكن الطالب من الوقوف على جميع ما يرتبط بالباب من الأحاديث الموحدة في الدلالة، أو المتحدة في الإسناد والمتن، في مكان واحد.

## كتب مرتبطة

### الشروح
- تحرير وسائل الشيعة و تحبير مسائل الشريعة - المؤلف نفسه[3]
- شرح محمد ابن الشيخ علي ابن الشيخ عبد النبي بن محمد بن سليمان المقابي.
- شرح محمد علي موحد الأبطحي[4]
- شرح محمد رضي القزويني.
- مجمع الاحكام - محمد بن سليمان المقابي المعاصر عبد اللّه السماهيجي
- شرح حسن الصدر.
- الاشارات و الدلالات إلي ما تقدم أو تأخر في الوسائل - عبد الصاحب الجواهري المعروف بحفيد صاحب الجواهر.
- شرح وسائل الشيعة - أبو القاسم الخوئي

### التعليقات
تعليقة المؤلف الحر العاملي على الوسائل.

### تلخيصات
- تلخيص وسائل الشيعة - للميرزا مهدي صادقي التبريزي طبع منه المجلدات الست الأوَل.

### المستدركات
- مستدرك الوسائل - حسين النوري.
- المستدرك الثاني لوسائل الشيعة - محمود قانصو الشهابي العاملي.

### آخرى
- الحر العاملي ومنهجه في تفصيل وسائل الشيعة - جواد أحمد البهادلي[5]

## أقوال العلماء فيه
أشاد الكثيرين بالكتاب و مؤلفه منهم:
- العلامة النوري:

«"عن العالم المتبحر الجليل الشيخ محمد بن الحسن بن علي بن الحسين الحر العاملي المشغري.. صاحب التصانيف الرائقة التي منها كتاب الوسائل الذي هو كالبحر الذي ليس له ساحل». "
- الشيخ الأميني:

«"وإن من أعظمها كتاب وسائل الشيعة في مجلداتها الضخمة التي تدور عليها رحى الشريعة، وهو المصدر الفذ لفتاوي علماء الطايفة (...) وأنت لا تقرأ في المعاجم ترجمة لشيخنا الحر إلا وتجد جمل الثناء على كتابه الحافل (وسائل الشيعة) مبثوثة فيها.»"

## النسخ الخطية
- نسخة في مكتبة الآستانة الرضوية في مدينة مشهد. وهي بخط المؤلف كتبها في ربيع الأول سنة 1072 هـ. وهي النسخة الأولى من الوسائل.
- نسخة في مكتبة النجفي المرعشي في مدينة قم. وهذه النسخة أيضاً بخط المؤلف وقد كتبها في سنة 1082 هـ. وهي النسخة الثانية من الوسائل.
- نسخة أخرى في مكتبة الآستانة الرضوية في مشهد كتبت بتاريخ 1114 هـ. و قد كتبت هذه النسخة طبقاً للنسخة الثالثة للمصنف، وعليها تصحيحات وملحقات بخط المؤلف.
- النسخة المحفوظة في مكتبة جامعة طهران برقم (1776) تقع في 549 صفحة. وهي بخط المصنف.
- النسخة المحفوظة في مكتبة ملك برقم (8069) وهي ليست بخط المصنف.
- النسخة المحفوظة في مكتب آية الله المرعشي النجفي مكتوبة بخط المصنف.
- نسخة كتاب من لا يحضره الإمام، وهو فهرست للوسائل، صنفه المصنف. ونسخته محفوظة في المكتبة الرضوية برقم (1006) وعدد صفحاته 270 صفحة. وقد شرع الحر العاملي في تأليفه في أوائل شهر ربيع الأول سنة 1088 هـ، وكان فراغه منه في ليلة الجمعة لثلاث بقين من ذي الحجة سنة 1088.

## وصلات خارجية
- قراءة الكتاب
- تحميل الكتاب